# Deutscher Sportakrobatik Bund
Der Deutsche Sportakrobatik Bund e. V. (DSAB) mit Sitz in Schwalbach ist der deutsche Dachverband für Sportakrobatik. Er ist Mitglied im Deutschen Olympischen Sportbund (DOSB), und dort auch in der Interessengemeinschaft der Nicht-Olympischen Verbände (IG NOV).

## Geschichte
Bis zur Verselbständigung der Sportarten Gewichtheben und Ringen zu Beginn der 1970er Jahre gehörten der damalige Kunstkraftsport (heute: Sportakrobatik) neben Rasenkraftsport und Tauziehen zum Deutschen Athleten-Bund (DAB) bzw. seinen Vorgängerverbänden. Im Jahr 1972 wurde der Verband als Deutscher Kunstkraftsport-Verband selbstständig. 1975 erfolgte die Umbenennung in Deutscher Sportakrobatik Bund e. V. – DSAB.

## Vorstand
- Präsident: Oliver Stegemann
- Vizepräsident für Finanzen und Verwaltung: Dieter Mertes
- Vizepräsident für Leistungssport: Bernd Hegele
- Vizepräsident Breitensport: Ulf Engelmann
- Bundestrainer: Igor Blintsov